# المرابطين (فركلة السفلى)
المرابطين هي إحدى مشيخات المملكة المغربية، تتبع جغرافيا لإقليم الرشيدية وإداريًا لفركلة السفلى. يقدر عدد سكانها بـ 19841 نسمة حسب الإحصاء الرسمي للسكان والسكنى لسنة 2004.